# I. e. 523
Évszázadok: i. e. 7. század – i. e. 6. század – i. e. 5. század
Évtizedek: i. e. 570-es évek – i. e. 560-as évek – i. e. 550-es évek – i. e. 540-es évek – i. e. 530-as évek – i. e. 520-as évek – i. e. 510-es évek – i. e. 500-as évek – i. e. 490-es évek – i. e. 480-as évek – i. e. 470-es évek
Évek: i. e. 528 – i. e. 527 – i. e. 526 – i. e. 525 –  i. e. 524 – i. e. 523 – i. e. 522 – i. e. 521 – i. e. 520 – i. e. 519 – i. e. 518